# Green Party of Aotearoa New Zealand
Die Green Party of Aotearoa New Zealand (deutsch etwa: Grüne Partei von Aotearoa Neuseeland) ist eine grüne Partei in Neuseeland. Aotearoa ist die maorische Bezeichnung für Neuseeland, die Doppelbezeichnung ist bewusst gewählt, um auf die Zweisprachigkeit des Landes hinzuweisen.
Das politische Hauptthema der Partei ist der Umweltschutz, sie vertritt darüber hinaus politisch linke, progressive Standpunkte.
Seit 1996 ist die Partei im neuseeländischen Parlament vertreten. Die langjährige Co-Parteivorsitzende Jeanette Fitzsimons trat am 10. Februar 2010 nach 13 Jahren Tätigkeit im Parlament von ihrem Amt zurück. Bereits im Juni 2009 hatte sie ihre Funktion als Co-Parteivorsitzende an Metiria Turei übergeben. Russel Norman, der die Funktion als Co-Parteivorsitzende seit 2006 innehatte, trat am 29. Mai 2015 auf dem General Meeting der Partei in Auckland von seinem Amt zurück. Ihm folgte mit der Wahl am 30. Mai 2015 James Shaw. Metiria Turei trat am 10. August 2017 als Co-Vorsitzende zurück. Ihr folgte Marama Davidson, die auf dem Parteitag am 8. März 2018 mit 110 von 144 Stimmen zur Co-Parteivorsitzende gewählt wurde.

## Politik
Die Grünen konzentrieren sich hauptsächlich auf Umweltthemen. In letzter Zeit haben sie sich besonders über die Gentechnik besorgt geäußert, der sie stark ablehnend gegenüberstehen. Sie haben außerdem die Militäroperationen der Vereinigten Staaten im Irak und in Afghanistan scharf kritisiert.
Als Grundprinzipien ihrer Wirtschaftspolitik betonen sie Nachhaltigkeit beziehungsweise nachhaltiges Wirtschaften und fairen Handel. Sie sagen auch, dass wirtschaftlicher Erfolg eher an der daraus entstehenden Lebensqualität als an harten Wirtschaftsindikatoren gemessen werden sollte.

## Charta
Die folgenden Punkte stammen – frei übersetzt – aus der Gründungscharta der Green Party of Aotearoa New Zealand: 
Die Green Party of Aotearoa New Zealand akzeptiert Te Tiriti o Waitangi als Gründungsdokument des [Staates] Aotearoa Neuseeland. Sie erkennt die Māori als Tāngata Whenua Aotearoa Neuseelands an und verpflichtet sich zu den folgenden vier Prinzipien:
- Ökologischer Weisheit 
 Die Basis ökologischer Voraussicht ist die Tatsache, dass der Mensch Teil der natürlichen [Um]welt ist. Diese Welt ist endlich, deshalb ist unbegrenztes materieller Wachstum unmöglich. Ökologische Nachhaltigkeit ist oberstes Gebot.
- Soziale Verantwortlichkeit 
 Unbegrenztes materielles Wachstum ist nicht möglich. Deshalb ist der Schlüssel zu sozialer Gerechtigkeit die gerechte Verteilung der gesellschaftlichen und natürlichen Ressourcen, sowohl global als auch lokal.
- Angemessene Entscheidungsfindung 
 Für die Durchsetzung ökologischer Weisheit und sozialer Gerechtigkeit werden Entscheidungen direkt auf angemessener Ebene von den Betroffenen getroffen.
- Gewaltlosigkeit 
Gewaltlose Konfliktlösungen sind die Mittel, durch welche ökologische Weisheit, soziale Verantwortung und angemessene Entscheidungsfindung durchgesetzt werden. Dieses Prinzip wird auf allen [Entscheidungs]ebenen angewandt.

## Geschichte

### Ursprünge
Die Grünen führen ihre Ursprünge auf die Values Party (deutsch etwa: Wertepartei) zurück, die manchmal sogar als weltweit erste landesweite Umweltpartei bezeichnet wird. Die Values Party wurde 1972 an der Victoria University of Wellington gegründet. Während sie nach und nach öffentliche Aufmerksamkeit gewann, schaffte sie es jedoch aufgrund des damaligen Wahlsystems nicht, Sitze in einem Parlament zu erlangen. Deshalb verlor die Values Party zunehmend wieder an Unterstützung und somit an Bedeutung.

### Gründung
1990 verschmolz die Values Party mit einer Reihe anderer Umweltorganisationen zur heutigen Green Party. Dies löste ein Wiedererstarken der Unterstützung aus. Bei der Parlamentswahl noch im selben Jahr erhielten die Grünen aus dem Stand 6,85 % der Stimmen und wurden damit drittstärkste Partei. Trotzdem konnten sie aufgrund des Mehrheitswahlsystems keine Abgeordneten ins neuseeländische House of Representatives (Repräsentantenhaus) entsenden.

### Die „Allianz“-Jahre
1991 wurden die Grünen Mitbegründer der sogenannten The Alliance, einer Gruppe linker Parteien um Jim Andertons NewLabour Party. 1993 und 1996 traten die Grünen als Teil der Allianz bei den Parlamentswahlen an. Durch die Umstellung des Wahlsystems (seit 1996 wird ein mit Deutschland vergleichbares Mischsystem aus Mehrheits- und Verhältniswahlrecht angewandt) gewann die Allianz 13 Sitze im Repräsentantenhaus, von denen drei durch die grünen Abgeordneten Jeanette Fitzsimons, Ron Donald und Phillida Bunkle besetzt werden konnten.
1997 entschieden die Grünen, bei der nächsten Wahl wieder von der Allianz unabhängige Kandidaten ins Rennen zu schicken. Sie fühlten ihre politische Identität in der Allianz ein wenig unterdrückt. Während die meisten Mitglieder der Grünen die Allianz verließen, entschieden sich einige für den Verbleib, zum Beispiel die Abgeordnete Phillida Bunkle. Umgekehrt traten auch einige Allianz-Mitglieder, die zuvor über andere Parteien zur Allianz gehörten, zu den Grünen über (beispielsweise die beiden heutigen Abgeordneten Sue Bradford und Keith Locke, die über NewLabour zu den Grünen kamen).

### Arbeit im Parlament
Nachdem sie mit 5,16 % die Fünf-Prozent-Hürde bei der Parlamentswahl 1999 knapp übersprungen hatten, konnten die Grünen sieben Abgeordnete ins Parlament entsenden. Der Parteivorsitzenden Jeanette Fitzsimons gelang es sogar, den Wahlbezirk Coromandel zu gewinnen und so direkt ins Parlament einzuziehen. Angeblich ist es der weltweit erste direkt gewählte grüne Parlamentssitz. Allerdings mussten die Grüne lange um das Ergebnis zittern, denn der endgültige Einzug ins Parlament stand erst nach der Auszählung der sogenannten Special Votes nach zehn Tagen fest. Währenddessen hatte sich bereits eine Mitte-links-Koalition aus Labour Party und The Alliance gebildet, die die Grünen wegen der Verzögerung nicht zu Gesprächen eingeladen hatten. Im Nachhinein kam man aber überein, dass die Koalition bei bestimmten Themen auf die Unterstützung durch die Grünen zählen konnte. Dafür wurde den Grünen ein gewisses Mitspracherecht bei der Haushaltsplanung eingeräumt. Die Grünen entwickelten eine gute Arbeitsbeziehung mit der Regierung und konnten auch einige Gesetzesinitiativen einbringen.
Bei der Wahl 2002 gelang es den Grünen, ihren Stimmanteil auf 7 % zu erhöhen und somit neun Abgeordnete ins Repräsentantenhaus zu entsenden. Den direkten Sitz im Wahlbezirk Coromandel verlor Jeanette Fitzsimons an eine National Party-Kandidatin. Während des Wahlkampfs kam es zu harten Auseinandersetzungen zwischen Grünen und der Labour Party. Die Grünen kritisierten die Labour-Pläne, ein Moratorium der Gentechnik-Nutzung auslaufen zu lassen, scharf. Im Hinblick auf eine mögliche Unterstützung durch die Grünen, die die Labour Party eventuell nötig haben würde, wollten sie klarstellen, dass die Verlängerung des Moratoriums ein nicht verhandelbares Thema sei. Nach der Wahl bildete sich eine Koalition aus Labour Party und der von Jim Anderton geführten Jim Anderton’s Progressive. Die Koalition entschied sich, lieber auf die Unterstützung durch die Partei United Future New Zealand zu verlassen, die strenge christliche Werte vertrat. Die Grünen waren somit wieder in der Opposition.
Obwohl die Grünen keinen direkten Einfluss mehr auf den Staatshaushalt hatten, behielten sie doch eine enge Arbeitsbeziehung mit der Regierung bei und blieben so in den Gesetzgebungsprozess involviert. Die Regierung musste sich bei Gesetzesabstimmungen oft auf die Unterstützung der Grünen verlassen, weil sie von der konservativen United Future Party nicht gebilligt waren. Die Regierung erwarb sich durch das „Jonglieren mit zwei diametral unterschiedlichen Parteien“ Lob von Journalisten.
Weil das Moratorium der Gentechnik inzwischen ausgelaufen ist, versuchen die Grünen auch unter der neuen Regierung Einfluss auf die Gesetzgebung zu nehmen, um unter den gegebenen gesetzlichen Umständen eine Erlaubnis der genetischen Veränderung von Tieren und Pflanzen zu verhindern. Die Gentechnik ist weiterhin eines der Hauptthemen der Green Party of Aotearoa New Zealand.
2005 schafften die Grünen, obwohl sie Verluste hinnehmen mussten, erneut mit 5,3 % den Einzug ins Parlament un konnten somit sechs Abgeordnete entsenden. Aus der Labor-Regierung wurden sie nunmehr vollkommen ausgeschlossen, nachdem sich United Future und New Zealand First weigerten, eine Regierung mit grüner Beteiligung zu unterstützen. Für die Grünen saßen Sue Bradford, Sue Kedgley, Keith Locke, Metiria Turei sowie Nandor Tanczos (ersetzte Ron Donald) im Repräsentantenhaus.
2008 erreichten die Grünen 6,7 % und gelangten mit neun Abgeordneten erneut ins Parlament, in dem sie die drittgrößte Partei stellten, verblieben aber weiterhin in der Opposition. Neue Parteivorsitzende wurde Metiria Turei.
Bei den Parlamentswahlen 2011 erreichte die Partei 11,06 % der Simmen, erhielt 14 Abgeordnetensitze und konzentrierte sich als drittstärkste Partei weiterhin auf die Oppositionsarbeit. 2014 konnte die Partei mit 10,7 % der Stimmen ihre 14 Parlamentssitze verteidigen. In den Parlamentswahlen des Jahres 2017 rutschte die Partei auf einen Stimmenanteil von nur 6,2 % ab, konnte aber aufgrund von erfolgreichen Koalitionsverhandlungen mit der New Zealand Labour Party ab Oktober 2017 mit in die Regierung unter Premierministerin Jacinda Ardern eintreten. Bei der Parlamentswahl am 17. Oktober 2020 erreichte  Green Party of Aotearoa New Zealand 7,9 % und bei der Parlamentswahl am 14. Oktober 2023 erreichte die Green Party of Aotearoa New Zealand 10,7 %.

## Vorsitzende der Partei
| Zeitraum  | 1. Co-Vorsitzende   | Zeitraum  | 2. Co-Vorsitzender |
| --------- | ------------------- | --------- | ------------------ |
| 1995–2009 | Jeanette Fitzsimons | 1995–2005 | Rod Donald         |
| 1995–2009 | Jeanette Fitzsimons | 2006–2015 | Russel Norman      |
| 2009–2017 | Metiria Turei       | 2006–2015 | Russel Norman      |
| 2009–2017 | Metiria Turei       | seit 2015 | James Shaw         |
| seit 2018 | Marama Davidson     | seit 2015 | James Shaw         |